# Železniční muzeum Výtopna Jaroměř

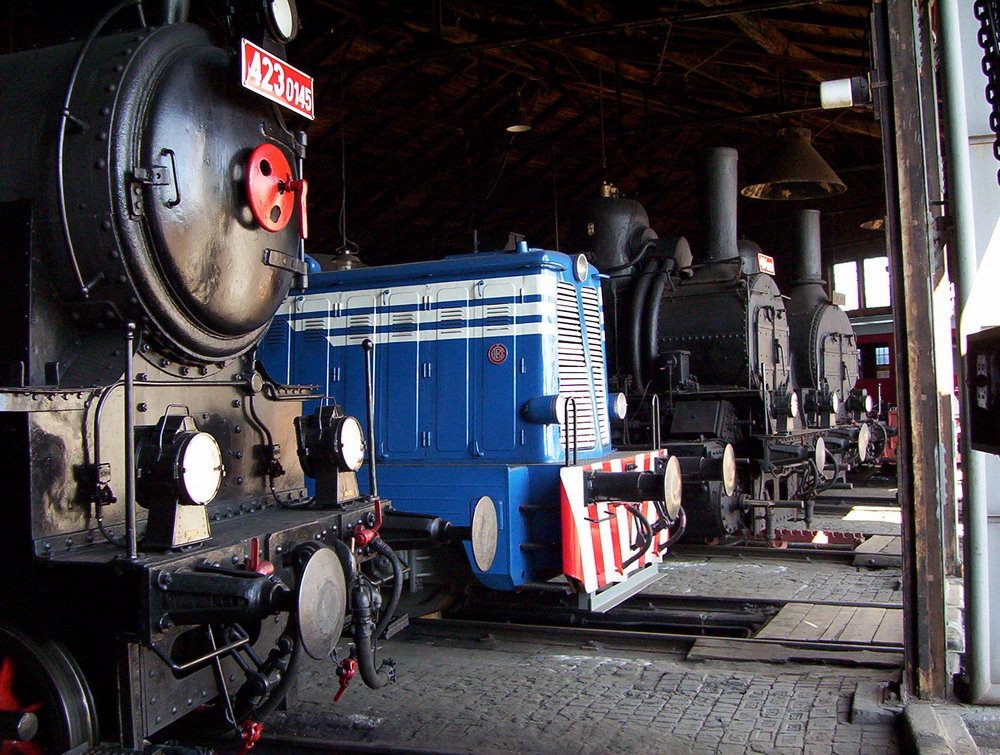
Expozice Železničního muzea výtopna Jaroměř

Železniční muzeum Výtopna Jaroměř v Jaroměři v okrese Náchod, se nachází v bývalé výtopně parních lokomotiv Pardubicko-liberecké dráhy postavené na přelomu devatenáctého a dvacátého století a která ukočila pravidelný parní provoz v roce 1981. Řadí se mezi největší železniční muzea v České republice a jedná se o největší spolkové železniční muzeum provozované neziskovou organizací a většina činnosti je odváděna dobrovolníky. Muzeum je otevřené od dubna do října. O letních prázdninách denně, mimo prázdniny o víkendech a státních svátcích. Mimo otevírací dobu (po konci sezóny) lze prohlídky objednat prostřednictvím telefonu či e-mailovou adresou.

## Historické jízdy a akce
Muzeum také pořádá různé akce a jízdy historických vlaků s motorovými nebo parními lokomotivami. Historické vlaky se nejčastěji vydávají po Pardubicko-liberecké dráze do Hradce Králové nebo směrem na Turnov či po dráze Josefov - Malé Svatoňovice do České Skalice, Malých Svatoňovic či Náchoda.

## Některé exponáty
Exponátů je celkově 23. K nejzajímavějším patří:

### Parní lokomotivy
- 310.006, tendrová lokomotiva z roku 1878
- 403.303, tendrová posunovací lokomotiva z roku 1880
- 556.0304, těžká nákladní lokomotiva z roku 1951

### Elektrické lokomotivy
- Ringhoffer No.2, elektrická akumulátorová lokomotiva z roku 1916

pozn. V roce 2021 odvezena do depozitáře NTM Chomutov, kde čeká na další osud

### Dieselové lokomotivy
- BN 60, motorová lokomotiva z roku 1957
- T 211.0066, motorová lokomotiva z roku 1959
- T 211.2009, motorová lokomotiva z roku 1962 s vyměněným motorem
- V 60 16995 (716 517-8), motorová lokomotiva z roku 1981
- T444.0558, motorová lokomotiva z roku 1964

### Drezíny
- Vm14/52, drezína z roku 1967
- Motorová drezína Tatra, z roku 1947

## Galerie

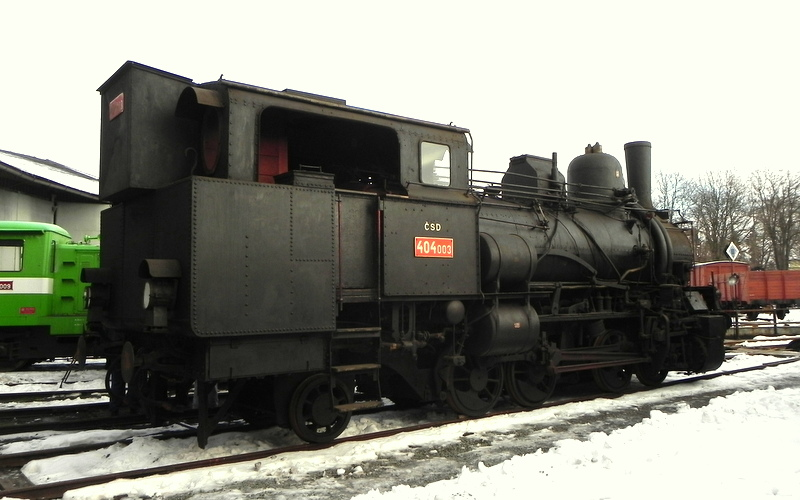
Ozubnicová parní lokomotiva řady 404.003
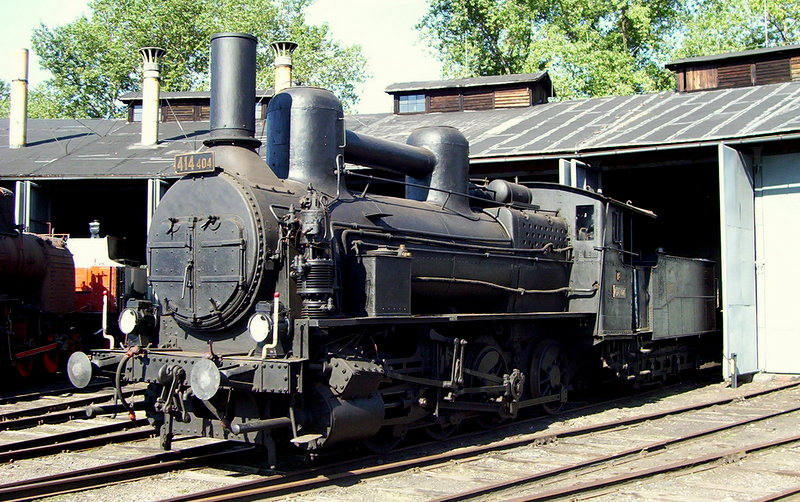
Parní lokomotiva řady 414.404
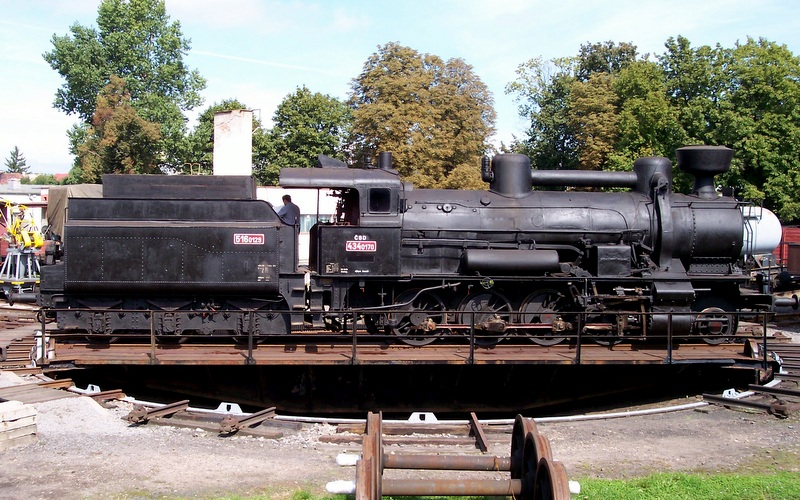
Parní lokomotiva řady 434.0170 na točně
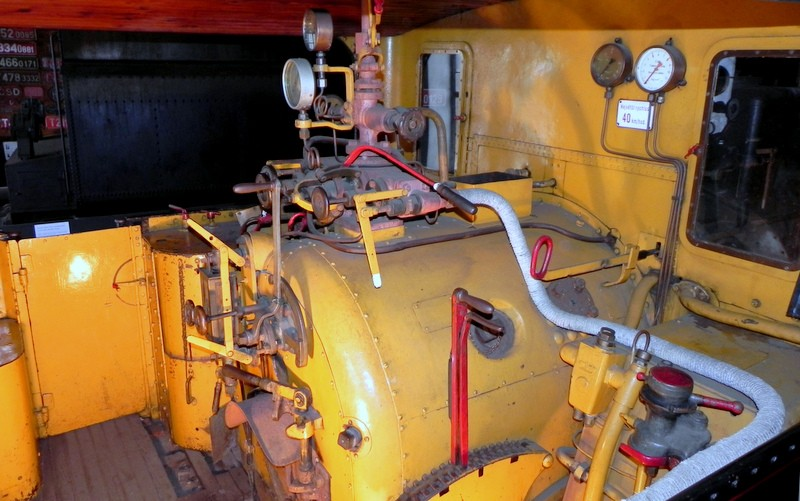
Strojvůdcovská budka parní lokomotivy 310.006
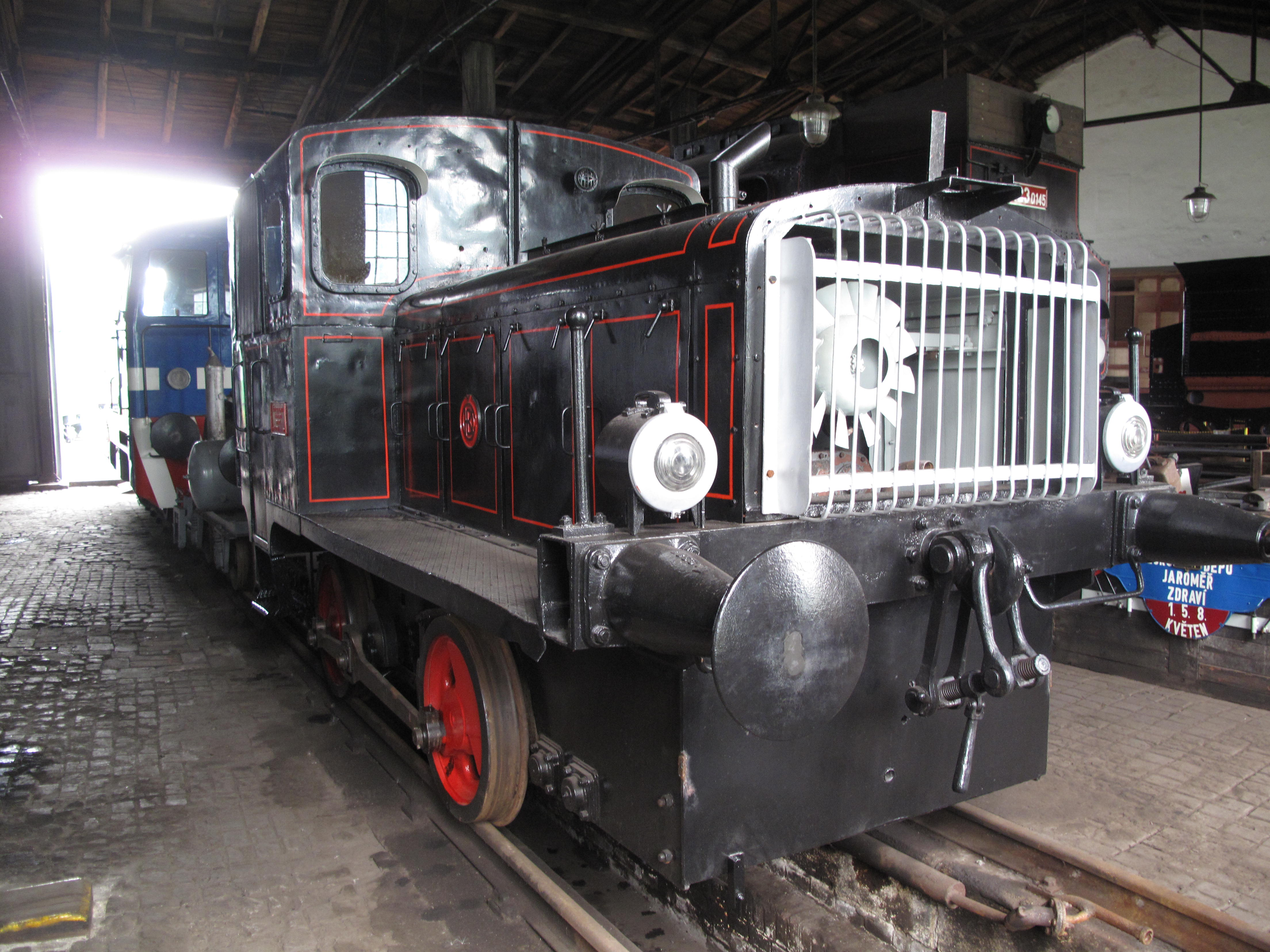
Lokomotiva 1435 BN 60 (ČKD 3859/1957) v jaroměřské expozici